# Politisches System Nigerias
Das politische System Nigerias ist geprägt von demokratischen Umwälzungen ab 1998.
Nigeria hatte nach seiner Unabhängigkeit von Großbritannien und Nordirland am 1. Oktober 1960 eine sehr wechselvolle Geschichte. Demokratisch legitimierte sowie gewählte Regierungen und autoritäre Regime wechselten sich rasch ab. Die Militärregierung unter Sani Abacha von 1993 bis 1998 galt als eines der repressivsten Systeme Afrikas.
1999 wurde der Vielvölkerstaat Nigeria erneut demokratisiert. Seither ist Nigeria eine präsidiale Bundesrepublik im Commonwealth of Nations, die sogenannte 4. Republik. Allerdings wird das System weiterhin von Korruption durchsetzt.

## Verfassung
Die derzeitige nigerianische Verfassung ist seit dem 29. Mai 1999 in Kraft. Sie orientiert sich an der Verfassung der Vereinigten Staaten und sieht vor, dass Nigeria föderal gegliedert ist und dass das Staatsoberhaupt – der Präsident – zugleich Regierungschef ist. Somit wird Nigeria als eine demokratische föderale Präsidialrepublik definiert. Die Legislative wird nominell von der Nationalversammlung (National Assembly), welche aus zwei Kammern besteht – Senat und Repräsentantenhaus –, ausgeübt. Die Gelder aus den Erdöleinnahmen, welche den größten Teil der Staatseinnahmen stellen, erhält zunächst der Bund. Diese werden dann nach einem in der Verfassung festgelegten Schlüssel im Land verteilt.
An der Verfassung wird vor allem die Umsetzung in der Praxis kritisiert. Kritik gibt es auch an der – nach Ansicht vieler – zu starken zentralistischen Elementen in der Verfassung. Außerdem stellt sich im Land die Frage, wie in der Verfassung unterschiedlichen Völkern die Teilhabe an der Staatsgewalt gewährleistet werden kann. Aus diesen Gründen gab es eine Debatte über eine Verfassungsreform. Im Jahr 2006 scheiterte ein Versuch der Verfassungsreform, da beide Kammern des Parlaments die in der Reform enthaltene mögliche dritte Amtszeit des Präsidenten ablehnten.

## Regierungssystem

Siegel des nigerianischen Präsidenten

Siehe auch: Liste der Staatsoberhäupter Nigerias und Liste der Behörden in Nigeria
Der mit weitgehenden Vollmachten ausgestattete Präsident Nigerias ist das Staatsoberhaupt und zugleich Regierungschef des Landes. Er hat daher eine starke Stellung in der Exekutive des politischen Systems und leitet das Kabinett, auch Bundesexekutivrat (Federal Executive Council) genannt. Zudem ist er der Oberbefehlshaber der Streitkräfte. Der Präsident wird alle vier Jahre direkt gewählt und hat maximal zwei Amtszeiten. Die Gesetzesvorschläge des Präsidenten müssen vom Senat bestätigt werden.
Die Bundesministerien sind für die Staatsunternehmen, die Universitäten, die National Broadcasting Commission (staatliche Medien) und die Nigerian National Petroleum Corporation (Erdölwirtschaft) zuständig. Die von Präsidenten vorgeschlagenen und ernannten Minister müssen vom Senat in ihrem Amt bestätigt werden.

## Parlament
Siehe auch: Liste der politischen Parteien in Nigeria
Die Nationalversammlung (National Assembly of Nigeria) besteht aus zwei Kammern, die Legislaturperiode dauert 4 Jahre. Das Repräsentantenhaus (Nigerian House of Representatives) hat 360 Sitze und einen Sprecher, der sogenannte Speaker of the Nigerian House of Representatives. Dieses Amt wird seit 2007 von Dimeji Bankole ausgeübt. Der Senat (Senate of Nigeria) hingegen hat 109 Sitze und einen Senatspräsidenten, der President of Senate. Von 2007 bis 2015 hatte David Mark diesen Posten inne. Insgesamt gibt es bei den Wahlen jeweils 36 Wahlkreise für die 36 Bundesstaaten. Für jeden Wahlkreis sind drei Sitze reserviert. Zudem ist für das Federal Capital Territory Abuja ein Sitz reserviert.
Bei den Wahlen herrscht das Mehrheitswahlrecht. Die politischen Parteien haben in Nigeria oft die Funktion als Wahlplattformen für Politiker. Der Verfassung nach dürfen ausschließlich Parteienvertreter bei Wahlen antreten, Parteilose sind nicht zugelassen; eine Orientierung der Parteien an ethnischen oder gar religiösen Gruppen ist ausdrücklich verboten. Eine Ausrichtung an bestimmte Interessensvertretungen beziehungsweise Weltanschauungen gibt es bei den größeren Parteien meist nicht. Die Sitzverteilung der politischen Parteien sieht seit den Parlamentswahlen am 29. April 2007 wie folgt aus:
| Partei                        | Politik            | Sitze | Sitze |
| Partei                        | Politik            | HoR   | Senat |
| ----------------------------- | ------------------ | ----- | ----- |
| People’s Democratic Party     | liberalkonservativ | 260   | 85    |
| All Nigeria People’s Party    | konservativ        | 62    | 16    |
| Action Congress               | liberal            | 32    | 6     |
| Progressive People’s Alliance | progressiv         | 3     | 1     |
| Labour Party                  | sozialistisch      | 1     | 0     |
| Accord                        | (Kleinpartei)      | 0     | 1     |
| Gesamt                        |                    | 360   | 109   |
| Quelle: IPU Parline           |                    |       |       |

## Gerichtsbarkeit

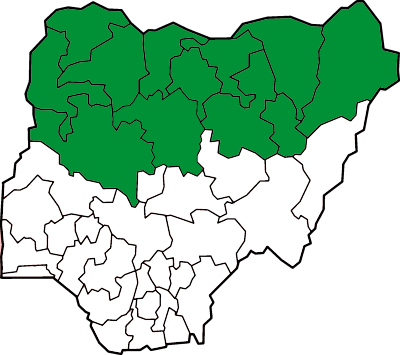
Bundesstaaten, in denen das Recht der islamischen Scharia gilt (grün)

Das höchste Gericht des Landes Nigeria ist der Oberste Bundesgerichtshof (Supreme Court of Nigeria). Es wird vom Chief Justice of Nigeria geleitet. Chief Justice ist seit dem 30. Dezember 2009 Aloysius Iyorgyer Katsina-Alu. Ihm stehen 13 Associate Justices bei. Diese bilden zusammen die obersten Richter des Landes. Sie werden vom Nationalen Richterrat (National Judicial Council) vorgeschlagen, vom Staatspräsidenten ernannt und müssen vom Senat bestätigt werden. In Nigeria kann weiterhin die Todesstrafe angewendet werden. Die Menschenrechte sind allerdings in der Verfassung einklagbar.
Es existieren vier verschiedene Formen des Rechtssystems in Nigeria. So gibt es das englische Recht mit dem Common law aus der britischen Kolonialzeit, das nigerianische Staatsrecht (Constitutional law) und strafverschärfend die Scharia, das islamische Recht. 1999 und 2000 wurde in zwölf Bundesstaaten im Norden des Landes offiziell das islamische Recht der Scharia eingeführt. Die Bundesstaaten, in denen die Scharia gilt, sind Bauchi, Borno, Gombe, Kaduna, Kano, Katsina, Kebbi, Jigawa, Niger, Sokoto, Yobe und Zamfara. In diesen nördlichen Bundesstaaten kann die Todesstrafe durch Steinigung angewendet werden. Zudem ist in diesen Staaten auch eine vigilante islamische Religionspolizei, sogenannte Hisbah-Gruppen, tätig.
Des Weiteren haben traditionelle Führer (Chiefs und Emire) weiterhin großen Einfluss – speziell in ländlichen Regionen, sie haben oft die Funktion als Streitschlichter. In diesem Zusammenhang kann auch das traditionelle Gewohnheitsrecht angewendet werden.

## Verwaltung

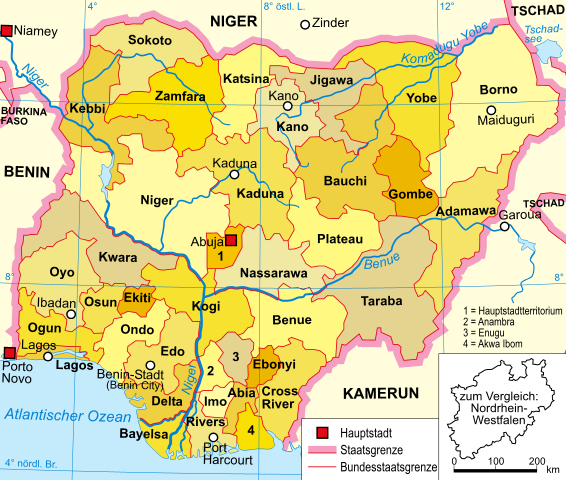
Politische Karte Nigerias

Nigeria ist eine Bundesrepublik, eine Föderation aus 36 Bundesstaaten und dem Bundeshauptstadtterritorium (das Federal Capital Territory um Abuja). Jeder Bundesstaat hat eine eigene Regierung, welcher von einem direkt gewählten Gouverneur geleitet wird, sowie ein eigenes Landesparlament. Die Bundesstaaten selbst sind in insgesamt 774 kommunale Verwaltungseinheiten (Local Government Areas) gegliedert. Insbesondere zu Zeiten der Militärdiktaturen hat man die Zentralgewalt weiter ausgebaut und die vergleichsweise autonomen Stellungen der Bundesstaaten geschwächt. Die Verwaltung sowie die Gesetzgebung wurde zentralisiert, die Bestimmungen der föderalen Verfassungselemente hingegen gelockert.
Die Bundesstaaten sind: Abia, Adamawa, Akwa Ibom, Anambra, Bauchi, Bayelsa, Benue, Borno, Cross River, Delta, Ebonyi, Edo, Ekiti, Enugu, Gombe, Imo, Jigawa, Kaduna, Kano, Katsina, Kebbi, Kogi, Kwara, Lagos, Nassarawa, Niger, Ogun, Ondo, Osun, Oyo, Plateau, Rivers, Sokoto, Taraba, Yobe und Zamfara.